# Ferrette
Ferrette (Duits: Pfirt) is een gemeente in het Franse departement Haut-Rhin in de regio Grand Est. De plaats maakt deel uit van het arrondissement Altkirch. Ferrette telde op 1 januari 2022 848 inwoners.

## Geschiedenis
De plaats Ferrette/Pfirt ontstond ongeveer 900 jaar geleden nabij het kasteel Pfirt, van waaruit in de 11e eeuw een graafschap was ontstaan. De graven van Pfirt regeerden over de Oberelsass, het huidige Franse departement Haut-Rhin. Door het huwelijk van erfdochter Johanna van Pfirt met Albrecht II van Oostenrijk in 1324 kwam het graafschap aan de Habsburgers en werd onderdeel van Voor-Oostenrijk.
Bij de Vrede van Westfalen van 1648 kwam Pfirt als Comté de Ferrette aan Frankrijk en koning Lodewijk XIV beleende vervolgens kardinaal Mazarin ermee. Later kwam het graafschap aan het huis Grimaldi en nog altijd voeren de vorsten van Monaco de titel Graaf van Ferrette. Zowel Otto von Habsburg als vorst Albert II van Monaco zijn in Ferrette te gast geweest.
Ferrette was de hoofdplaats van het gelijknamige kanton tot het op 22 maart 2015 werd opgeheven en de gemeenten werden opgenomen in het kanton Altkirch.

## Geografie
De oppervlakte van Ferrette bedraagt 1,94 vierkante kilometer; Op 1 januari 2022 was de bevolkingsdichtheid 437,1 inwoners per km².
De onderstaande kaart toont de ligging van Ferrette met de belangrijkste infrastructuur en aangrenzende gemeenten.

## Demografie
Onderstaande figuur toont het verloop van het inwonertal.
Altkirch · Aspach · Bendorf · Berentzwiller · Bettendorf · Bettlach · Biederthal · Bisel · Bouxwiller · Carspach · Courtavon · Durlinsdorf · Durmenach · Emlingen · Feldbach · Ferrette · Fislis · Franken · Frœningen · Hausgauen · Heidwiller · Heimersdorf · Heiwiller · Hirsingue · Hirtzbach · Hochstatt · Hundsbach · Illfurth · Illtal · Jettingen · Kiffis · Kœstlach · Levoncourt · Liebsdorf · Ligsdorf · Linsdorf · Lucelle · Luemschwiller · Lutter · Mœrnach · Muespach · Muespach-le-Haut · Oberlarg · Obermorschwiller · Oltingue · Raedersdorf · Riespach · Roppentzwiller · Ruederbach · Saint-Bernard · Schwoben · Sondersdorf · Spechbach · Steinsoultz · Tagolsheim · Tagsdorf · Vieux-Ferrette · Waldighofen · Walheim · Werentzhouse · Willer · Winkel · Wittersdorf · Wolschwiller